# 34D/Gale
34D/Gale este o cometă periodică din sistemul solar cu o perioadă orbitală de aproximativ 11 ani. A fost descoperită de Walter Frederick Gale pe 7 iunie 1927. Este o cometă pierdută.